# Florence Foster Jenkins
Florence Foster Jenkins (rođena Narcissa Florence Foster; Wilkes-Barre, Pennsylvania, 19. srpnja 1868. – Manhattan, New York, 26. studenog 1944.), američka sopranistica.
Florence je postala slavna zbog svoje potpune nesposobnosti za pjevanje.

## Životopis
Rođena je u bogatoj obitelji i željela studirati glazbu u inozemstvu. Roditelji joj studij nisu željeli omogućiti. Nakon očeve smrti, uz pomoć naslijeđa došla je do sredstava koji su joj omogućili pjevačku karijeru u Philadelphiji. Nakon majčine smrti (1912.) imala je još više slobode i financijskih sredstava.
Iz njenih glazbene snimaka jasno se čuje da Jenkins nije imala ni malo smisla za ritam i intonaciju, i da je teško držala jedan ton u. Njen se privatni učitelj prilagođavao na njene pogreške u ritmu i tempu. Unatoč tome, ili baš zbog toga neobičnog načina pjevanja Florence postala je iznimno popularna. Njezina publika ju je očito obožavala zbog zabavne, a ne zbog svoje pjevačke sposobnosti. Pjevačica je bio potpuno uvjerena u veličinu svoga talenta. Uspoređujući ga s poznatim sopranima (npr. Frieda Hempel, Luisa Tetrazzini), a kritičare je označavala kao "profesionalno ljubomorne". Bila je svjesna svojih kritičara, ali je izjavila: Ljudi mogu reći da ja ne mogu pjevati, ali nitko ne može reći da nisam pjevala ".

Jenkins je groteskno pjevala glazbu standardnih operskih repertoara kao na primjer arije Mozarta, Verdija ili Richharda Straussa, Brahmsa pjesme i sl.
Nakon prometne nesreće 1943. godine, koju je doživela u taksiju, shvatila da može pjevati »višji F nego ikad prije"«. Umjesto tužbe, taksistu je poslala kutiju skupih cigara. 

U dobi od 76 godina Jenkinsova si je napokon ispunila san i 25. listopada 1944. nastupila u New Yorkškom Carnegie Hallu.
Ulaznice za predstavu bile su prodane već tjednima prije koncerta. Mjesec nakon koncerta pjevačica je umrla.

## Vanjske poveznice
- »Florence Foster Jenkins masakrira Mozarta«, You Tube
- Liner-notes from the RCA CD, photos, and an article on Jenkins by Daniel Dixon
- "Playing the diva of din", The Guardian